# Gabriella Dorio
Gabriella Dorio (* 27. Juni 1957 in Veggiano, Italien) ist eine ehemalige italienische Leichtathletin und Olympiasiegerin.
Bei den XXII. Olympischen Spielen 1980 in Moskau konnte sie keine Medaillen erringen. Über 800 Meter belegte sie den achten Platz und über 1500 Meter erreichte sie Rang vier.
Gabriella Dorio gewann bei den Europameisterschaften 1982 die Bronzemedaille über 1500 Meter und  bei den XXIII. Olympischen Spielen 1984 in Los Angeles gewann sie die Goldmedaille im 1500-Meter-Lauf vor den Rumäninnen Doina Melinte (Silber) und Maricica Puică (Bronze).